# 中尾城之战
中尾城之战，发生于天文19年（1550年）11月21日，战场位于现今日本京都府京都市左京区净土寺的中尾城。

## 戰爭經過
天文18年（1549年）6月，在江口戰役中被击败的细川晴元撤军到京都后，与室町幕府第13代将军足利义辉及其父大御所足利义晴一起从京都逃到了琵琶湖西岸的坂本，投靠近江守护六角定赖，居住于常在寺。在江口戰役中击败细川晴元的三好长庆（曾经是细川晴元的家臣）于当年7月上洛，代替逃离幕府的将军足利义辉接管了京都的行政管理。感到危机的大御所足利义晴计划返回京都，并于10月18日开始在京都郊区东山的慈照寺（银阁寺）后面的山上建造中尾城。天文19年（1550年）5月4日，足利义晴于常在寺病逝，但年幼的将军足利义辉发誓要推翻三好长庆，于6月9日与细川晴元一起进入中尾城，并于7月8日向东山脚下的吉田、净土寺和北白川派兵。
14日，三好長逸与其子三好长虎（弓介）和十河一存率领共18000兵力的三好军上洛，室町幕府军也随之应战，两军在城市街道中展开交锋。但是由于细川晴元率领的室町幕府军主力仍然留在吉田，而六角军的援兵也停在北白川没有出动，因此室町幕府军只出动了100名足轻出击，以小规模的战斗而告终（东山之战）。身为公家的山科言继听说三好长虎的一名与力在交战中被室町幕府军用火绳枪击毙，并在他的日记中加以记载，认为这是日本第一例使用火绳枪的战斗。
不过实际上于天文18年（1549年）5月，島津氏的家臣伊集院忠朗就使用了种子岛领主种子岛时尧赠送的火绳枪，袭击了大隅國的加治木城。市街战只是小规模的冲突，而双方的主力分别被拉到大山崎和中尾城，都没有取得重大进展。10月20日，三好军再度上洛，和东山的室町幕府军再度爆发了小规模冲突。然而11月，三好长庆发动了积极而猛烈的进攻。11月19日，中尾城脚下的聖護院、北白川、鹿谷和田中等遭到三好军纵火，以示恐吓。20日，三好长庆计划出兵近江，派松永長賴率军到近江方向集结，在大津和松本周围放火。足利义辉决定撤退，因为三好军已经推进到琵琶湖周围地区，他担心室町幕府军的后方受到威胁。21日，足利义辉下令焚烧中尾城，率军从坂本逃到了北方的坚田。两天后的23日，中尾城被三好军彻底摧毁。室町幕府军从近江撤军后，三好长庆暂时确保了京都的安全，但在天文20年（1551年）3月，其接连遭遇两次暗杀未遂事件，此外室町幕府军还趁机对京都进行袭击，三好长庆不得不再次率军防御。